# Marmalade Boy
Marmalade Boy (ママレード・ボーイ Mamarēdo Bōi?, lit. Chico de mermelada) es un manga creado por Wataru Yoshizumi que más tarde fue adaptado al anime con un total de 76 episodios de televisión. El manga comenzó a publicarse en la revista Ribon desde 1992 a 1995 logrando vender casi 10 millones de copias e inspirando la serie de televisión. En 1994 se estrenó en la televisión japonesa el anime. Es la obra más famosa de Wataru Yoshizumi.
En España la serie fue emitida con éxito en 1998 hasta 2000 por La 2 de TVE con el nombre de "La familia crece". Tuvo una gran acogida no esperada y buenos resultados de audiencia en las tardes de entre semana. La serie ha tenido otros pases en la misma cadena y en otras posteriormente. Todo ello hace que sea recordada como uno de los más famosos y mejores animes que se han realizado junto a otros clásicos manga de otros géneros como "Dragon Ball Z" o "Sailor Moon". Dentro de la animación de género romántico es uno de los máximos exponentes.
Tanto la traducción del manga como la del anime en España corrieron a cargo de Alessandra Moura.
En Chile fue emitido por Chilevisión y etc...TV con el nombre de "Marmalade Boy: La familia crece". Actualmente (noviembre 2023) se transmite por Senpai TV.
También se lanzaron una película estilo precuela -en la que se cuenta la historia de antes del manga/anime desde los ojos de Yuu- y varios videojuegos.
En 2004 se elabora una reedición de la obra en formato tomo de tapa blanda compuesto por 6 volúmenes y presentada por Planeta DeAgostini Comics.
En 2013 su autora ha presentado una secuela de este manga llamada "Marmalade Boy Little", en el que se contarán los nuevos romances e historias de amor de Ritsuka Matsuura y Saku Koishikawa, los hermanos de Miki Koishikawa y Yuu Matsura. Estará contado desde el punto de vista de Ritsuka y aparecerán en él nuevos personajes como Aoi Namura, hijo de Meiko y Na-chan, la amiga de Ritsuka, Emilie, y Sasamiya una chica que parece que le gusta Saku. Los antiguos protagonistas Miki y Yuu también aparecen junto a otros personajes de la serie y el manga como Meiko, Ginta, Arimi y Satoshi Miwa.

## Argumento
Narra la historia de Miki Koishikawa, una estudiante de 16 años, cuyos padres realizan un intercambio de parejas con la familia Matsura, que tiene un hijo de su edad, Yuu. Los padres deciden vivir bajo el mismo techo con sus hijos. Miki, que demuestra no estar conforme al principio, se enamora poco a poco del hijo de los Matsura. Ambos se corresponderán, pero a lo largo de la serie sortean muchas dificultades y conocen a más personas que complicarán la relación.

## Personajes
Miki Koishikawa
La protagonista de la historia, una chica sensible, infantil y alegre de 16 años que estudia en Toryo High School y vive en la ciudad japonesa Higashimurayama (Tokio). Es algo gruñona y temperamental, pero también es responsable. Está enamorada de Yuu, aunque al principio duda de sus sentimientos, pues Yuu parece que solo quiere hacerle rabiar gastándole bromas. Es una chica muy temerosa e insegura ante el amor. Cuando estaba en secundaria, le confesó su amor a Ginta en una carta, pero por un malentendido él la rechazó, y desde entonces su relación se enfrió, pero con el tiempo llegaron a ser buenos amigos. Durante el anime, inicia una relación sentimental con Yuu a espaldas de los padres de ambos. Más adelante, cuando se entera de que Yuu probablemente está saliendo con otra chica de Estados Unidos, provoca que esta rompa su relación con él.
Miki es la narradora del anime, siendo el personaje principal que narra los acontecimientos desde su propio punto de vista.
El tipo de sangre de Miki es A, y su signo es Aries. Su cumpleaños es el 28 de marzo. Su seiyu es Kouda Mariko (la misma que interpreta la canción de Moment en su versión japonesa).
Yuu Matsuura
Un chico alto y rubio, muy tranquilo e introvertido. Es inteligente y bueno tanto en los estudios como en los deportes, además de ser muy popular entre las chicas que lo suelen considerar muy atractivo. Le cuesta expresar sus sentimientos, pero con Miki consigue establecer una mayor confianza y comienza a ser más abierto. Cuando tenía 12 años sufrió un trauma infantil cuando descubrió que el que consideraba su padre no era tal. Yuu no tiene muchos amigos, pero tiene una amistad especial con Satoshi Miwa; llegaron a pensar que eran hermanos, aunque comprobaron que no era así. Miki llegó a sentir celos de la relación de Yuu y Satoshi, incluso pensó que entre ellos había algo más que una simple relación de amistad. 
Tiene un gran interés por la arquitectura, concretamente por la obra de Antonio Gaudí, por ello, a mediados del anime se marcha a Nueva York a estudiar arquitectura, creando así un nuevo problema a superar en su relación con Miki.
Aunque la versión anime cambia en su contraparte del manga, ya que en vez de irse a Estados Unidos, se va a estudiar a Kioto. Cuando se entera de que el padre de Miki es su mismo padre, decide terminar con Miki (ya que se supone que son hermanos) pero al final descubre que no es su padre.
Su tipo de sangre es B. Su signo es Géminis. Su cumpleaños es el 3 de junio. Su seiyu es Okiayu Ryoutarou.
Ginta Suou
Ginta es el mejor amigo de Miki y compañero de clase de ella además de miembro del equipo de tenis de Toryo. Miki ha estado enamorada de él desde la secundaria y le confesó sus sentimientos a Ginta en una nota. Sin embargo, la nota fue encontrada por los compañeros de clase de Ginta, y éste le restó importancia, sin saber en ese momento que ella lo estaba viendo, aunque en realidad el sentía lo mismo por Miki.
Aunque descubrió que Miki había sido testigo de su negación de cualquier interés por ella, fue incapaz de decirle lo que realmente sentía hasta el instituto. La tensión romántica entre ellos llega a su punto álgido con la aparición de Yuu, que les hace darse cuenta de que aún sienten algo el uno por el otro. Decide aceptar la propuesta de Arimi, la ex novia de Yuu, de hacerse pasar por pareja para crear celos entre Miki y Yuu. En el proceso, sin embargo, comienza a desarrollar sentimientos por Arimi, que más tarde ella corresponde.
Arimi Suzuki
Arimi es una estudiante del Sakaki High School y fue la novia de Yuu durante tres meses antes de que el cambiara de colegio y conociera a Miki. Es muy popular entre los chicos y no soporta que Yuu esté interesado en Miki ya que considera que ella no es digna de Yuu siendo Arimi más guapa y femenina. 
Al darse cuenta de que a Yuu y a Ginta les atrae Miki decide asociarse con Ginta para hacer todo lo posible para que Miki y Yuu no fueran pareja, pero Arimi y Ginta terminan enamorándose y siendo novios. 
Meiko Akizuki
Meiko es una chica de clase alta apasionada por la escritura y literatura. Es la mejor amiga de Miki, es más madura y racional que su amiga y siempre le aconseja siendo muy comprensiva con ella. Ambas se escriben con regularidad por medio de un diario el cual intercambian. Meiko está enamorada e inicia una relación clandestina con el profesor Namura. Pero la relación entre él, que es adulto, y ella siendo menor de edad les hará enfrentarse a diversos problemas tanto en el instituto como en el ámbito familiar.
Satoshi Miwa
Satoshi es el presidente del cuerpo estudiantil de Toryo High School y estudiante de tercer año. Es el hijo del arquitecto Yoshimitsu Miwa, el cual tanto Yuu como Satoshi creen que es el padre de Yuu. Satoshi es el primero en darse cuenta del interés de Yuu por la arquitectura y por ello se acerca a él. Su inusual comportamiento inicial hacia Yuu despierta las sospechas de este y Miki que piensan que es g@y y está enamorado de Yuu, lo que aprovecha en su beneficio. Sin embargo, Satoshi y Yuu acaban llegando a un acuerdo y Satoshi ayuda a Yuu a descubrir la verdad sobre quién puede ser su padre biológico. Aunque más tarde se revela que Yoshimitsu no es el verdadero padre de Yuu, Satoshi se convierte en el mejor amigo de Yuu.
Muchas chicas están interesadas en él, pero él sólo está interesado en Meiko, e intenta conquistarla. Sin embargo, su sentido del humor no impresiona a Meiko, que piensa que es un playboy irresponsable. Salen durante un tiempo, pero Meiko es incapaz de superar sus sentimientos por Namura. 
Shinichi Namura
Namura, conocido afectuosamente como "Na-chan" por sus alumnos, es un antiguo estudiante de Toryo High School que ha vuelto a la escuela para ser entrenador de tenis y profesor siendo el docente de Meiko, Miki, Yuu y Ginta. 
Inicia una relación sentimental en secreto con Meiko, ambos saben que la diferencia generacional, y siendo Meiko menor de edad, puede acarrearles complicaciones.
La relación es descubierta y Namura se ve envuelto en un gran escándalo. Él se aleja de Meiko para no darle problemas con sus padres por su relación, dimite de su cargo y se muda a Hiroshima para olvidarla. Finalmente, el amor les hace reencontrarse y deciden esperar a que Meiko cumpla la mayoría de edad para poder casarse.
Suzu Sakuma
Suzu es la sobrina de Yoshimitsu Miwa y así mismo la prima de Satoshi. Ella es una popular modelo de revistas y TV por lo que conoce a Yuu tras haber participado con él en un comercial de cosméticos de la empresa donde trabaja la madre de Yuu. Y desde que conoció a Yuu se enamoró de él. Le pide a su primo que Yuu sea su tutor de matemáticas para intentar conquistarle y sintiendo que Miki es demasiado simple para Yuu, intenta romper la relación de Yuu y Miki. 
Kei Tsuchiya
Kei es un expianista que trabaja con Miki en la heladería Bobson's, tras conocerse poco a poco se va enamorando de ella e intenta conquistarla sin éxito. Él tiene un gran talento para tocar el piano, el cual había dejado por la presión que imponía su padre en él. Lo retomó por el amor que sentía por Miki.
De personalidad madura, ofrece a Miki su apoyo sincero después de que Yuu se vaya a estudiar a Estados Unidos. Miki aprecia su compañía e incluso sale brevemente con él considerándolo su novio, hasta la vuelta de Yuu.
Chiyako Koishikawa
Chiyako es la madre de Yuu y la exesposa de Yoji Matsura, tras el divorcio con este se casó con Jin Koishikawa. Ella trabaja en una empresa de cosméticos y hace a Yuu participar en uno de sus comerciales (vestido de mujer) y así mismo le presenta a Suzu Sakuma.
Yoji Matsura
Es el padre de Yuu y exesposo de Chiyako, antes de casarse con ella salía con Rumi en la universidad y más tarde se casa con ella en segundas nupcias. 
Rumi Matsura
Rumi es la madre de Miki y exesposa de Jin Koishikawa. Ella tiene una personalidad muy espontánea y divertida.
Jin Koishikawa
Es el padre de Miki y exesposo de Rumi, antes de casarse con ella salía en la universidad con Chiyako. Tras divorciarse de Rumi se casa con Chiyako.
Anju Kitahara
Es una amiga de Yuu de la infancia, de personalidad muy amable y solidaria. Cuando ambos eran niños, Yuu estaba deprimido por pensar que no era hijo de Youji y Anju le animó en esos momentos difíciles estando a su lado. Ella fue el primer amor de Yuu.
Anju prefería que la llamaran por su apodo "Anne", ya que se puso el nombre del personaje Anne, de la novela Ana de las Tejas Verdes de Lucy Maud Montgomery. Anju está enamorada de Yuu y llega a confesárselo a pesar de saber que no tenía ninguna oportunidad con Yuu porque él ya estaba enamorado de Miki. Anju tiene una enfermedad cardíaca que pone en peligro su vida y junto con su familia se mudan a Boston para que le operaran allí del corazón.

## Anime
Toei Animation adaptó Marmalade Boy en un anime de 76 episodios que se emitieron originalmente en TV Asahi entre 1994 y 1995. El doblaje del anime en España corrió a cargo de la empresa Arait Multimedia.

### Plantilla
- Director: Akinori Yabe
- Música: Keiichi Oku
- Manga: Wataru Yoshizumi
- Diseño de personajes: Yoshihiko Umakoshi
- Fotografía: Akemi Kimura
- Efectos de sonido: Takahisa Ishino

### Reparto
| Personaje                     | Voz en español (Chile) | Voz en español (España)              |
| ----------------------------- | ---------------------- | ------------------------------------ |
| Miki Koishikawa               | Laura Olazabal         | Amalia Cantarero                     |
| Yuu Matsuura                  | Jorge Araneda          | Iván Jara                            |
| Meiko Akizuki                 | Keyros Guillén         | Julia Martínez                       |
| Ginta Suou                    | Carlos Carvajal        | Jaime Roca                           |
| Arimi Suzuki                  | Rosario Zamora         | Pilar Domínguez                      |
| Prof. (Shin'ichi) Namura      | Pablo Ausensi          | Pedro Tena                           |
| Jin Koishikawa                | Alejandro Trejo        | Pedro Tena                           |
| Rumi Koishikawa               | Carol Knuckey          | Pilar Domínguez                      |
| Chiyako Matsuura              | Isabel Quinteros       | Isabel Gaudí                         |
| Chigusa                       | Gianinna Talloni       | Isabel Gaudí                         |
| Tsutomu Rokutanda             | Carlos Diaz            | Alfredo Martínez                     |
| Chico A                       | Rodrigo Saavedra       | Alfredo Martínez                     |
| Doris O'Connor                | Jessica Toledo         | Pilar Domínguez                      |
| Satoshi Miwa                  |                        | José Alberto Gómez del Pulgar        |
| Kei Tsuchiya                  |                        | Pedro Tena                           |
| Suzu Sakuma                   |                        | Isabel Gaudí                         |
| Anju Kitahara                 |                        | Milagros Fernández                   |
| Yôji Matsuura                 |                        | Alfredo Martínez                     |
| Takuji Kijima                 |                        | Jaime Roca                           |
| Rei Kijima                    |                        | Pilar Domínguez                      |
| Yayoi Takase                  |                        | Pilar Domínguez / Milagros Fernández |
| Ryôko MomoiJulia Martínez     |                        | Julia Martínez                       |
| Michael GrantAlfredo Martínez |                        | Alfredo Martínez                     |
| Brian Grant                   |                        | Jaime Roca                           |
| Jenny Golding                 |                        | Elena Ruiz de Velasco                |
| Will Matheson                 |                        | Rais David Báscones                  |

### Diferencias entre el manga y el anime
Marmalade Boy, al igual que muchos mangas, ha sufrido modificaciones para sus versiones de anime, con el fin de extender más la historia y mantener al público en suspense. Es así como nacen estas diferencias, las cuales se desglosan a continuación:
- En el anime nunca aclaran a que se dedican Jin, Rumi y Youji; de la única que hablan es Chiyako. En el manga, Jin es cajero de un banco, Rumi trabaja en una tienda de cosméticos, Youji es comerciante, y Chiyako trabaja para una tienda de licores occidentales. Esa es otra diferencia con el anime, donde es Chiyako la que trabaja en cosméticos y no Rumi, por lo tanto en el manga quien presenta a Yuu para trabajar con Suzu Sakuma en el comercial es Rumi, no Chiyako.
- En el anime pasa menos de un año cuando Miki y Yuu comenzaron a salir. En el manga llevan viviendo juntos más de un año.
- Si bien los primeros tomos son adaptados de forma bastante fiel a su original, siempre con ciertas modificaciones en algunos hechos (como la entrada que le regala Miki a Yuu para el festival del colegio, que en el manga es en el tomo 4, casi al principio, en el anime es hacia la mitad), las diferencias significativas comienzan a partir del tomo 6, donde los padres de Miki y Yuu se van de "luna de miel" y los dejan solos, en el manga es Navidad y, a diferencia del anime, donde Miki le celebra el cumpleaños a Yuu y "se miran intensamente", en el manga esto ocurre a razón de la Navidad.
- En el tomo 8, Arimi le grita a Miki que no tiene derecho de querer a Yuu y Ginta a la misma vez, por lo que corre y al ver a Yuu, lo abraza. En el anime, ella le pide llorando que la ayude a olvidarlo, y lo besa, ante la mirada atónita de otros estudiantes. En el manga, solo lo abraza. Esto es importante, pues cuando Arimi empieza a salir con Ginta, ella le dice que su primer beso ha sido con él, no con Yuu.
- En el anime se le da demasiada importancia a la "historia de los medallones", pero esto no existe en el manga.
- El personaje Ryoko Momoi no existe en el manga, por lo tanto no existe el "triángulo amoroso" Meiko-Namura-Ryoko. Cuando Namura se va a Hiroshima, Meiko lo sigue a la estación para fugarse con él, pero Na-chan le pide que recapacite e intente ser feliz sin él. Namura solo se va, sin mirar atrás, mientras Meiko se queda de pie, sin correr detrás de él.
- Desde el tomo 9, luego de la separación de Meiko y Namura, Miki aclara sus sentimientos. Han entrado a un nuevo curso, ya ha pasado casi un año de que conoció a Yuu. Meiko recién conoce a Satoshi Miwa, a diferencia del anime, donde al enterarse el colegio de la relación de ella con Namura, Miwa ya la molestaba de antes. Esto tiene relevancia posterior.
- En el anime, luego de que Miki se enterara a la mala que a Yuu le gusta la arquitectura, se van a un viaje a la playa todos juntos. Allí Satoshi organiza una gincana y Miki se "reconcilia" con Yuu a orillas de la playa, en la noche quieta. En el manga, en vez del viaje a la playa, lo que ocurre es una excursión a Hokkaido (la cual se muestra en el anime mucho antes, cuando Arimi intentaba poner celosa a Miki de ella con Ginta), entonces su "reconciliación" ocurre durante esa gira.
- Luego de que Miki y Yuu se declararan su amor, prometieron hacer su intercambio de regalos. Esta es una gran diferencia con el anime, donde la "historia de los medallones" no existe en el manga, ni siquiera los propios medallones. Lo que en realidad le da Yuu a Miki es una pulserita de oro con tres perlas, y Miki a Yuu le regala unos guantes para el frío. Otra diferencia con el anime, donde pareciera ser primavera, o alguna estación templada. En el manga, ya ha pasado un año desde que sus padres se casaron, por lo que es Navidad de nuevo. Miki y Yuu están sentados en el parque, y Miki desea "tener unas blancas navidades", en ese momento empieza a nevar. En el anime, pasa una estrella fugaz.
  - Desde aquí el anime comienza a alejarse más del manga. Suzu Sakuma no está enamorada de Yuu ni mucho menos, ella solo ama las "cosas bonitas", entonces, lo que a ella le gusta de verdad es la idea de que Yuu tenga una pareja que sea tan guapa como él. Con ese objetivo, intenta unir a Meiko y Yuu, pero en realidad es lo único que le importa a Suzu.
- Rumi presenta a Yuu para hacer el comercial con Suzu, no Chiyako (explicado anteriormente), una curiosidad: cuando todos ven el comercial (donde claramente Yuu salía vestida de reina), él se defiende diciendo que "no es un trasvesti".
- Como los medallones no existen en el manga, lo que pierde Miki es la pulsera que le dio Yuu.
- En el manga, Suzu "persigue" a Meiko por lo guapa que la encuentra, es por su obsesión por las "cosas bonitas". Meiko en algún momento piensa que Suzu es lesbiana por este comportamiento, pero luego se convence de que solo es una niña fascinada por las cosas brillantes. Por error Suzu cree que Meiko está enamorada secretamente de Yuu, por lo que intenta unirlos como pareja. Planea una salida en la cual solo van Yuu y Meiko, y Suzu, disfrazada, les toma fotos juntos para mostrárselas a Miki. Miki se siente contrariada al verlas, ya que ni Meiko ni Yuu le dijeron nada (justamente para que no pensara cosas), eso desencadenó más inseguridades en Miki. Yuu fue a buscarla a Bobson's, pero no estaba. Kei aprovechó la ocasión para sacar la pulsera, y decirle que Miki "le había pedido que la tirara, porque no la quería más". Yuu llegó a confrontar a Miki, quien le confrontó de vuelta por la salida con Meiko. Ambos se pelean, y Yuu se va solo de viaje. Esto es totalmente distinto al anime, donde existe una fiesta organizada por Suzu, o donde hubo un festival donde Yuu canta, como nada de eso existe en el anime, el beso que le da Suzu a Yuu no existe. Tampoco existe el momento en que Yuu ve a Miki siendo abrazada por Kei, mientras le declara su amor.
- Anju es un personaje que no existe en el manga. Está de más decir que nada de lo que ocurre con ella ocurre por tanto. Las historias comienzan a distanciarse, sobre todo porque el anime toma un matiz un poco más dramático en comparación a su original.
- Meiko nunca siente ninguna atracción hacia Satoshi Miwa, por lo tanto, no hay ningún beso ni salidas románticas con él en el manga. Eso solo fue hecho para alargar la historia. Lo mismo ocurrió cuando en el anime, Namura va de viaje a Tokio a reunirse con Ryoko. Esto nunca ocurre en el manga, así mismo, cuando Meiko viaja por su propia voluntad a buscarlo, no va Satoshi, ni se arma la pelea entre ellos.
- En el anime, Rokutanda se toma relativamente bien la noticia de que Arimi y Ginta están juntos. En el manga, él se enoja mucho, y le cuesta entenderlo y superarlo. No existe Yayoi, solo fue creada para el anime.
- Una diferencia de enorme importancia es la siguiente: en el manga, llega un invitado a la casa. Es el hermano de Chiyako, Eisaku Namiki, que vive en Alemania y quien está de visita en la casa junto a sus dos hijitas gemelas, Maho y Mayu. Le cuenta a Yuu que en realidad es primo de Chiyako, y la nombra como "su primer amor", por lo que Yuu piensa que él puede ser su padre. Antes de volver a Alemania, Yuu va a preguntarle si esto es cierto, y Eisaku aclara que su "amor" por Chiyako es solo platónico, fraternal, por lo tanto, nunca salió con ella. Eisaku le pide a Yuu que no piense más en eso, pues quién lo crio fue Youji. Yuu decide hacerle caso. Por lo tanto, en el manga no existe ninguna historia de Yuu y Anju, o los viajes a la nieve, o a ninguna parte, no existe el baile del instituto, y no existe la noticia de que Yuu se va a estudiar arquitectura a EE. UU., porque nunca viaja para allá. Yuu y Miki no terminan, Miki no decide salir con Kei-kun (es más, ella nunca se siente confundida hacia él), y no hay reconciliaciones posteriores. Los personajes nacidos del viaje de Yuu a estudiar a EE. UU. no existen en el manga, no hay estudiante de intercambio.
- El día de Navidad, Yuu descubre las fotos de sus padres y los de Miki cuando iban a la escuela. Entonces se da cuenta de que el padre de Miki es su padre también. En año nuevo, Yuu y Miki quedaron de intercambiar los regalos. Miki le había pedido un anillo, además, decide regalarle un reloj. Cuando se juntan para el intercambio, Yuu termina la relación. Para no tener que vivir con Miki, y así asegurarse que ella (y él por supuesto) lo olvide, postula a la escuela técnica de Kioto, y se va a estudiar arquitectura allá.
- En el anime, Miki va intentar reconciliarse con Yuu a EE. UU. En el manga sucede lo mismo, pero donde va es a Kioto pero Yuu le dice que está saliendo con otra chica, lo que es mentira.
- Otra diferencia es que en el anime en ese viaje a EE. UU., Yuu y Miki se reconcilian después de que esta se pierda en la ciudad de New York, causando una búsqueda de Yuu durante casi todo el penúltimo episodio. En el manga ocurre que Yuu vuelve a Tokio desde Kioto y, después de una conversación con Miki, no puede ocultar que ella es su hermana.
- En el manga, cuando le confiesa que es su hermana y no pueden seguir con su relación, Miki le pide que hagan el viaje a Kyushu comportándose como novios y a la vuelta del viaje terminar su relación para siempre. En el anime esto no sucede.
- Otra diferencia es que en el manga, a la vuelta del viaje, se han reconciliado y le dicen a sus padres que se van casar aunque ellos crean que son hermanos (o medio hermanos) y estos se sorprenden ya que no sabían de la relación entre Miki y Yuu (en el anime si saben que salen como novios).
- También en el manga se cuenta al final la historia de que pasó entre los padres de Miki y Yuu cuando eran jóvenes y la verdadera historia del nacimiento de Yuu. Yuu es hijo de Chiyako y Youji, y Miki de Rumi y Jin. En el anime se aclara de quien es hijo Yuu, pero no se cuenta la historia de los padres de este y Miki cuando eran jóvenes.
- Al final del anime Rumi y Chiyako cuentan, muy felices, que están embarazadas. Esto tampoco es parte del manga, tampoco se muestra una boda entre Miki y Yuu, pero sí continúan su relación.
- Una curiosidad que cabe señalar es que la autora, Wataru Yoshizumi, tenía pensado que Miki y Yuu fueran efectivamente medio hermanos y tuvieran que separarse al finalizar la preparatoria. Ginta seguiría cerca de Miki para apoyarla y quizás tener una relación más adelante, y Meiko se reencontraría con Yuu unos años más tarde, sin descartar una posible relación entre ellos dado lo mucho que sufrieron por amor. En ese momento la autora no tenía pensado que Ginta y Arimi estuvieran juntos, ni que Meiko y Na-chan volvieran, pero el editor no estuvo de acuerdo con ese final porque pensó que sería demasiado fuerte para las lectoras. Entonces, Wataru Yoshizumi decidió hacer los cambios que finalmente fueron la versión que todos conocemos.
- Otra curiosidad, es que también al principio, la autora tenía pensado a otros personajes, aunque en realidad eran los mismo pero de sexo opuesto. Miki iba a ser el chico protagonista: sencillo, alegre, inocente, puro y muy impaciente. El título Marmalade Boy, se basaba en él, que era dulce pero todavía un niño. Yuu iba a ser una chica muy guapa, aunque nadie podía saber lo que pensaba, aunque atractiva, algo maliciosa. Ginta iba a ser una chica decidida y alegre, la delegada de la clase. Y Meiko iba a ser un chico inteligente, guapo, silencioso y enigmático que (al igual que en la historia original) sale con una profesora. Pero hubo distintas razones para cambiar esta historia, como por ejemplo: antes de empezar la serie, le pidieron a la autora que la protagonista fuera una chica. Al mismo tiempo el editor le dijo que no le apetecía leer una historia donde el protagonista tuviera una cara afeminada. Los únicos personajes pre-destinados a salir en la serie y sin ningún cambio, fueron los padres de Yuu y Miki.

### Localizaciones reales del anime
El anime transcurre principalmente en la ciudad japonesa de Higashimurayama en Tokio, que es donde viven los protagonistas y la mayoría de los personajes. Pero se realizan una serie de viajes a otras localizaciones reales tanto en Japón como en Estados Unidos.
Japón:
- Higashimurayama (Tokio). Lugar donde transcurre la serie y residencia de los protagonistas.
- Hokkaido. La clase de Miki realiza una excursión a la isla de Hokkaidō, donde visitan la ciudad de Hakodate y allí suben a la torre Goryokaku desde la que ven el Castillo Goryōkaku.
- Sapporo, en la misma excursión tras visitar Hokkaido viajan a Sapporo donde visitan la Torre del Reloj de Sapporo, el Former Hokkaidō Government Office, el Parque Odori y la Torre de televisión de Sapporo.
- Karuizawa. Miki y Yuu junto su familia viajan a un hotel balneario en Karuizawa.
- Nagasaki. Yuu y Miki había planeado su primer viaje juntos a Nagasaki, pero al romper la relación Yuu viaja solo a esta ciudad donde visita el Glover Garden.
- Hiroshima. Meiko y Miki viajan a Hiroshima para ver a Namura y se encuentran con él en el Santuario Itsukushima.
- Hakone (Kanagawa). Antes de que Yuu se mude a Estados Unidos, él y Miki deciden hacer un último viaje juntos a Hakone, aunque finalmente se une por sorpresa al viaje Michael. Al llegar visitan el Fujiya Hotel y el Museo al aire libre de Hakone. Suben al Hakone Fuji en teleférico para ver el entorno volcánico de Ōwakudani en el Parque nacional de Fuji-Hakone-Izu. Montan a bordo de unos de los tradicionales barcos antiguos que navegan por el Lago Ashi y llegan al santuario Hakone Shrine. Finalmente, se hospedan en un hotel balneario tradicional en Kusatsu Onsen, en Kusatsu (Gunma).

Estados Unidos:
- Nueva York. Yuu y William visitan el Puente de Brooklyn. En el penúltimo capítulo Miki se pierde paseando por Manhattan y llega a caminar por delante de la Catedral de San Patricio (Nueva York) en la Quinta Avenida.
- Long Island. Yuu, Jenny, Doris, William y Anju viajan en dos ocasiones a la casa que tiene Brian en la playa de Long Island.

## Película
Existe una película que se presentó en el año 1995, con el título "La familia crece: La película", o también llamada "Capítulo 0". Su duración es apenas mayor que la de un capítulo televisivo y no pasa de los 26 minutos. La historia es un pequeño preludio a la serie, que transcurre antes de que Miki conozca a Yuu. En él se explica por qué Yuu besa a Miki en el primer capítulo de la serie. Destaca la canción "Melody, Daikishime" ("Una melodía, abrázame").
La película se centra en el personaje de Yuu y en cómo persigue durante todo el día a Miki sin que ella ni Meiko, que está con ella, se den cuenta. Yuu se interesa por Miki, una niña que se muestra alegre y natural, impulsiva y dulce.